# Пеле (вулкан)
Пе́ле (гав. Pele) — активный вулкан на спутнике Юпитера Ио, названный по имени богини вулканов из гавайской мифологии международным астрономическим союзом в 1979 году. Расположен на ведомом полушарии Ио. Огромный вулканический шлейф Пеле, 300 км в высоту, наблюдался различными космическими аппаратами, начиная с Вояджера-1 в 1979 году, хотя и не был постоянным. Открытие шлейфа Пеле 8 марта 1979 года подтвердило наличие активного вулканизма на Ио. Этот шлейф связан с лавовым озером на северном краю плато Дунай. Пеле примечателен окружающим его огромным постоянным кольцом диаметром около 1200 км, создающимся осаждением серы из его шлейфа.

## Наблюдения

### Вояджер

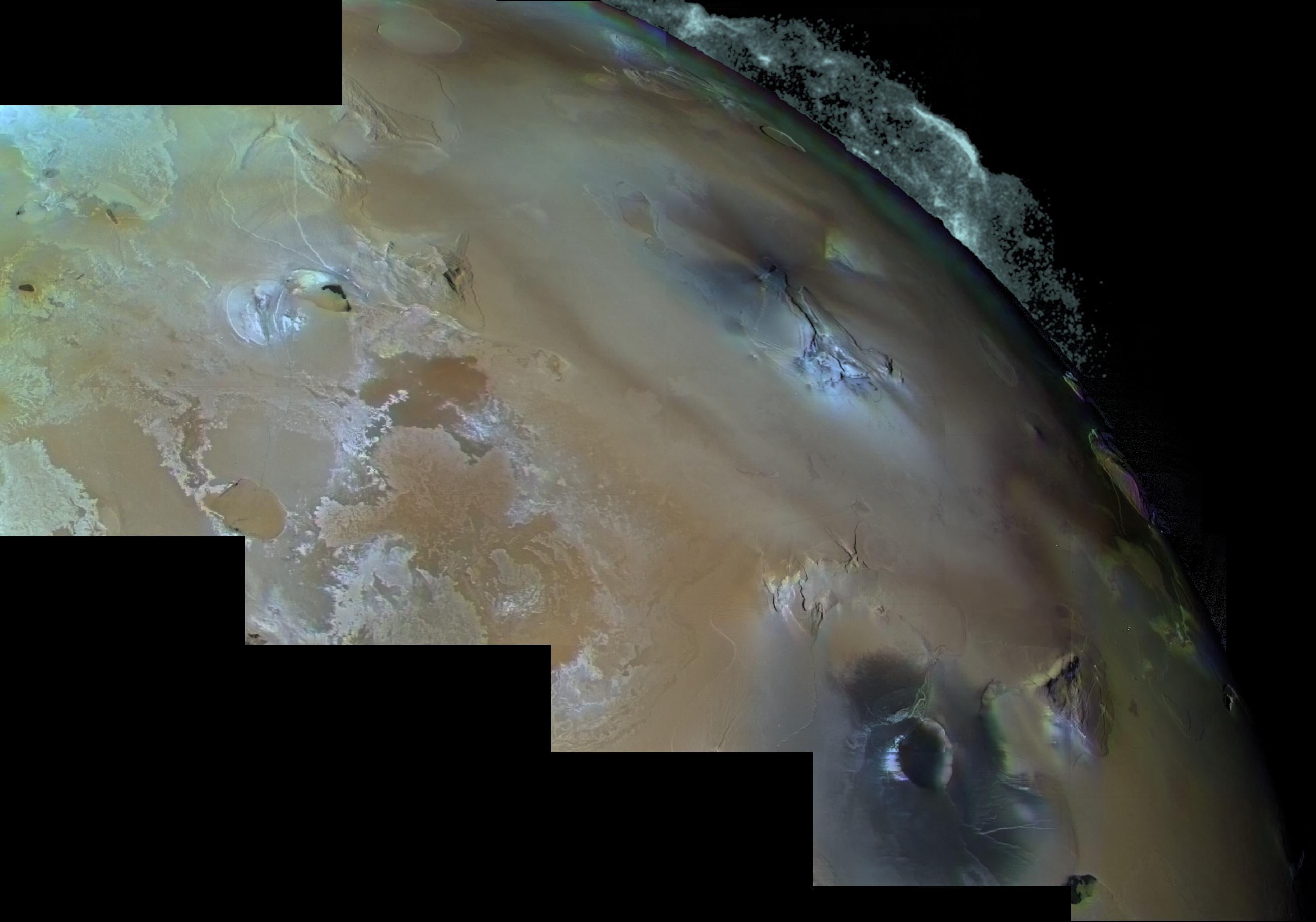
Составной снимок Пеле и его волокнистого шлейфа (сверху справа от центра), сделанный Вояджером-1.

Когда в 1979 году Вояджер-1 приблизился к системе Юпитера, он сделал много снимков планеты и её галилеевых спутников, включая Ио. Одним из наиболее характе́рных элементов этих удалённых снимков Ио было большое эллиптическое кольцо на ведомом (то есть, обратном от Юпитера) полушарии спутника. Во время сближения 5 марта 1979 года, Вояджер-1 сделал снимки этого региона с высоким разрешением. В центре тёмного региона в форме бабочки, находящегося посередине этого кольца, оказалась расположена частично заполненная тёмным веществом впадина размером 30 на 20 км. Впоследствии было выяснено, что эта впадина является жерлом вулкана Пеле, расположенного на севере покрытого расщелинами плато, которому дали имя Дунай. Встретившись с другими свидетельствами вулканической активности Ио в этой области, исследователи выдвинули гипотезу, что Пеле является разновидностью кальдеры.
8 марта 1979 года, через 3 дня после прохождения мимо системы Юпитера, Вояджер-1 делал снимки спутников Юпитера со вспомогательной целью точного позиционирования своего расположения (процесс так называемой оптической навигации). При обработке снимков Ио для улучшения видимости находящихся за ним звёзд, навигатор Линда Морабито обнаружила на краю спутника облако высотой 300 км. Сначала она предположила, что это облако является спутником позади Ио, но никакого тела подходящего размера в этом месте быть не могло. В итоге было определено, что это вулканический шлейф высотой 300 км и шириной 1200 км, порождённый активным вулканизмом Пеле. На основании размеров этого шлейфа было определено, что кольцо из красного (или тёмного, как оно выглядело с Вояджера, камеры которого были нечувствительны к красному цвету) материала является осадком вещества из шлейфа. В результате этого открытия, по предыдущим снимкам Ио были найдены ещё 7 шлейфов. Инфракрасный интерферометр-спектометр (IRIS) Вояджера обнаружил тепловое излучение, идущее из горячей точки на Пеле, которое указало на остывающую лаву и позволило связать вулканическую активность поверхности со шлейфами, увиденными Вояджером-1.
Когда в июле 1979 года через систему Юпитера пролетал Вояджер-2, его миссия по фотографированию была изменена, чтобы рассмотреть шлейфы Ио и изменения на его поверхности. Шлейф от Пеле, который был тогда обозначен, как Шлейф 1 (первый из обнаруженных на Ио), спустя эти 4 месяца исчез, а красное кольцо вокруг Пеле изменилось.

### Галилео и далее

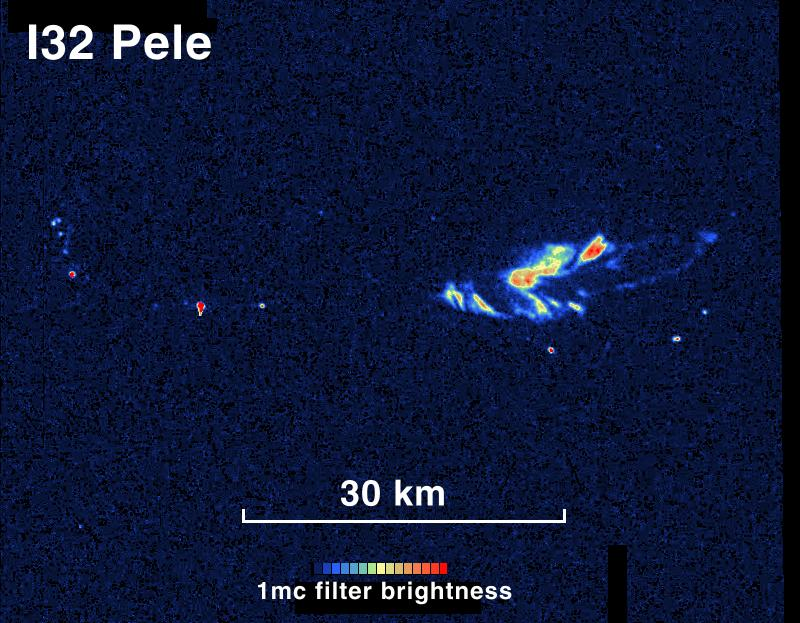
Инфракрасный снимок, показывающий ночное тепловое излучение из лавового озера Пеле.

КА «Галилео» прибыл в систему Юпитера в 1995 году, и с 1996 по 2001 год периодически делал обзор вулканической активности на Ио, рассматривая его тепловое излучение в диапазоне, близком к инфракрасному и делая его снимки, когда спутник находился в тени Юпитера, чтобы разглядеть тепловые пятна в видимом и околоинфракрасном диапазонах, и делал его снимки на большей части орбиты, чтобы отследить перемены и выход диффузного вещества и потоков лавы на поверхность. Тепловое излучение Пеле наблюдалось практически при каждом случае съёмки ведомого полушария Ио, когда он входил в тень Юпитера. Вулканический шлейф Пеле оказался перемежающимся и состоящим в основном из газа со случайными вспышками с нарастающим содержанием пыли. Наблюдался шлейф при этом лишь дважды, в декабре 1996 года и декабре 2000 года. При двух этих наблюдениях высота шлейфа изменялась от 300 до 426 км. Наблюдался этот шлейф и космическим телескопом «Хаббл», в октябре 1999 года, когда «Галилео» пролетал около спутника. Снимки «Хаббла» впервые указали на наличие на Ио двухатомной серы (S2) в шлейфе Пеле. На дневных снимках вулкана было замечено небольшое изменение формы и интенсивности в красном кольце осадков из шлейфа, окружающем Пеле; самое примечательное изменение наблюдалось в сентябре 1997 года, когда часть этого кольца накрыл тёмный пирокластический поток, извергшийся из патеры Пиллана.
Во время встреч «Галилео» с Ио между октябрём 1999 и октябрём 2001 года, зонд трижды наблюдал Пеле через камеру и инфракрасные спектрометры, когда тот находился на ночной стороне Ио. Камеры засняли кривую линию из ярких точек вдоль патеры Пеле. На восточно-западной тёмной ленте, идущей вдоль юго-восточной части патеры, было обнаружено существенное тепловое излучение с температурой и распределением, соответствующими большому базальтовому лавовому озеру.
Тепловое излучение Пеле наблюдалось, также, в декабре 2000 года зондом «Кассини», в декабре 2001 года — телескопом обсерватории Кека на Гавайях, а в феврале 2007 года — зондом «Новые горизонты».

## Физические характеристики

### Лавовое озеро

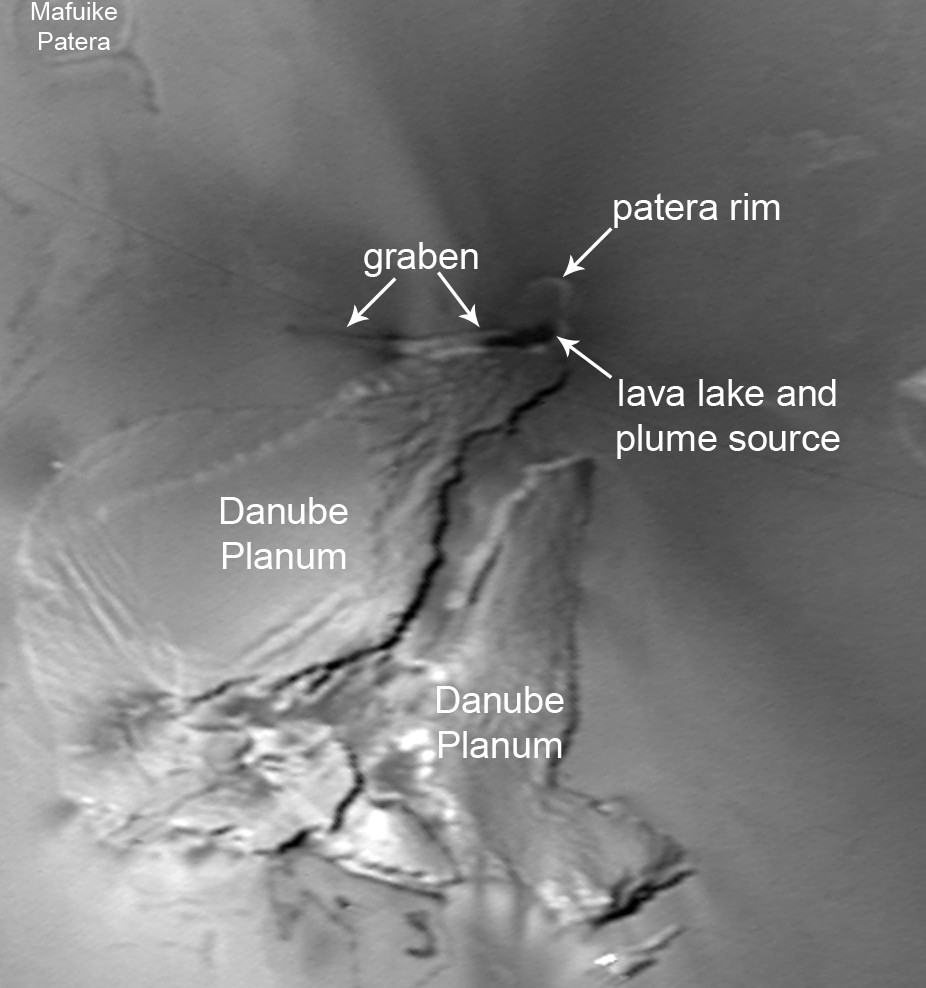
Снимок Пеле наивысшего разрешения из сделанных Вояджером-1 в марте 1979 года.

Вулканический кратер Пеле является патерой размером 30 на 20 км, лежащей в основании северной оконечности плато Дунай. Эта патера имеет несколько ярусов; высшая её часть расположена с северо-востока, а нижняя состоит из изгибающегося с востока на запад грабена. Судя по снимкам «Галилео» от октября 2001 года, когда Пеле был на ночной стороне Ио, вулканическая активность Пеле ограничена небольшими горячими точками, расположенными на краю патеры, а более мощное тепловое излучение исходит из тёмной области юго-восточной части патеры. Это распределение активности, в сочетании со стабильностью Пеле как горячей точки (в смысле как температуры, так и излучаемой энергии), говорит о том, что Пеле является большим и активным лавовым озером, а сочетание его интенсивности и стиля извержения больше на Ио нигде не наблюдается. Маленькие горячие точки со снимков «Галилео» являются зонами, в которых лавовая корка рушится вдоль края патеры, выпуская свежую лаву на поверхность. Юго-восточная часть патеры, тёмная область на снимке «Вояджера-1», является самой активной зоной Пеле и его крупнейшим озером из горячей лавы. Предполагается, что в этом озере происходит мощное перемешивание огромных масс лавы из подповерхностного резервуара магмы и растворённых в ней летучих фракций наподобие диоксида серы и (S2). Яркость этого лавового озера в околоинфракрасном диапазоне может, также, быть результатом фонтанирования лавы.
Измерения в околоинфракрасном диапазоне температуры лавы в горячих точках Пеле показывают, что лавовое озеро стабильно состоит из силикатных базальтов. Данные «Галилео» и «Кассини» указывают на пиковые температуры не ниже 1250—1350 °C; околоинфракрасный спектрометр «Галилео» обнаружил пиковые температуры 1250—1280 °C. Все годы миссии «Галилео» выход энергии и температура Пеле оставались постоянными в масштабе месяцев и лет, но измерения яркости Пеле, произведённые «Кассини», во время затмения Ио Юпитером, обнаружили её определённые изменения в масштабах минут, согласующиеся с изменением распределения и размера лавовых фонтанов Пеле в этот период.

### Шлейф
Шлейф Пеле является архетипом «шлейфов типа Пеле»: 300 км высотой, производит большие красноватые осадки, концентрически опадающие вокруг источника. Является продуктом дегазации серы (S2) и диоксида серы (SO2) из лавы, извергающейся в лавовое озеро Пеле. Снимки шлейфа, сделанные Вояджером-1, показали наличие огромного образования без центральной колонны (как у шлейфов поменьше, типа Прометея, имеющего волокнистую структуру. Эта морфология соответствует шлейфу, сформированному серными газами, вырывающимися в небо из лавового озера Пеле, которые далее конденсируются в твёрдые S2 и SO2, когда достигают ударного навеса, идущего вдоль внешнего края шлейфа, имеющего форму зонта. Этот конденсат выпадает на поверхность, формируя огромное красное кольцо овальной формы вокруг Пеле. Её овальность (растянутость в направлении север-юг) может быть следствием формы грабена, составляющего южную, самую активную часть патеры Пеле. Переменная активность разных частей лавового озера Пеле может, также, быть причиной изменений яркости и формы шлейфовых отложений за истекший период наблюдения.

## Окрестности
К северо-западу от Пеле расположена высочайшая вершина Ио — гора Южная Боосавла, а к северо-востоку — патера Пиллана. С юго-запада к нему примыкает плато Дунай.